# EpiDoc

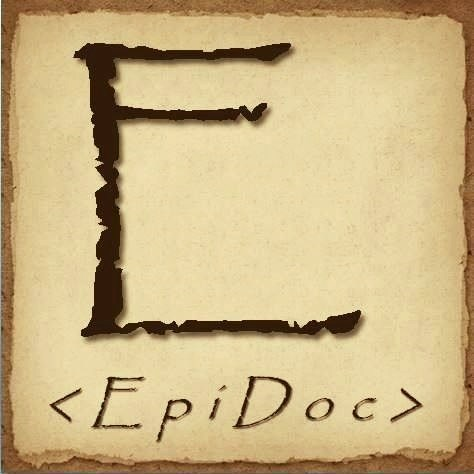
Logotipo de EpiDoc

EpiDoc es una comunidad internacional que produce guías y herramientas para codificar en el lenguaje de marcado TEI XML ediciones académicas y educativas de documentos antiguos, especialmente inscripciones y papiros .

## Origen y desarrollo
Las Pautas o Directrices EpiDoc fueron propuestas originalmente como una recomendación para la epigrafía griega y latina en el año 2000 por investigadores de la Universidad de Carolina del Norte en Chapel Hill: Tom Elliott, ex director del Ancient World Mapping Center, Hugh Cayless y Amy Hawkins. Desde entonces, las pautas han madurado notablemente, tras una extensa discusión en la lista de correo de la comunidad (Markup) y en otros foros de discusión, en varias conferencias y congresos, y a través de la experiencia aportada desde varios proyectos piloto. Los primeros proyectos epigráficos importantes que adoptaron y probaron las recomendaciones de EpiDoc fueron Inscriptions of Aphrodisias and Vindolanda Tablets Online, entre 2002 y 2004. Las pautas alcanzaron un grado de estabilidad por primera vez en ese período.
Desde ese momento, EpiDoc ha sido adoptado como formato nativo para el sitio de papirología griega Papyri.info. El esquema y las directrices de EpiDoc también se pueden aplicar, quizás con modificaciones locales a otros campos paleográficos relacionados, incluyendo la sigilografía y la numismática .
La comunidad de EpiDoc mantiene las Directrices y otras herramientas, ofrece apoyo a través de la lista de correo y otros foros, y organiza varias activdiades de formación al año.

## Pautas y esquema
Las Directrices EpiDoc están disponibles en dos formas:
1. Las directrices estables, publicadas periódicamente[2]
2. El código fuente, disponible en su forma más actualizada en el repositorio de EpiDoc en SourceForge. Los archivos fuente de las Directrices son una serie de documentos XML, acompañados de otros en XSLT para transformarlos a versiones para web.[3]

El Esquema EpiDoc también está disponible en dos formas:
1. La última versión estable del esquema, que puede vincularse directamente mediante documentos XML.[4]
2. El código fuente (un TEI ODD ), disponible en su versión más actualizada en el repositorio de EpiDoc en SourceForge.[5]

## Instrumentos
Otras herramientas desarrolladas por y para la comunidad EpiDoc incluyen:
- Las hojas de estilo de referencia de EpiDoc (XSLT), disponibles en el repositorio de EpiDoc en GitHub. Estas hojas de estilo también se utilizan para generar las Directrices en línea.[6]
- EFES (EpiDoc Front-End Services): un paquete de software "listo para usar" para la publicación de las colecciones de EpiDoc.[7]
- Transcoder: una herramienta en Java para convertir en tiempo real entre código Beta, Unicode NF C, Unicode NF D y codificación de teclas griegas para escritura griega.[8]